# Scopula vinocinctata
Scopula vinocinctata là một loài bướm đêm trong họ Geometridae.